# Scutellaria petersoniae
Scutellaria petersoniae là một loài thực vật có hoa trong họ Hoa môi. Loài này được B.L.Turner & Reveal mô tả khoa học đầu tiên năm 2004.